# 树皮彝族乡
树皮彝族乡是中华人民共和国云南省文山壮族苗族自治州丘北县下辖的一个民族乡。

## 行政区划
树皮彝族乡下辖以下村级行政区划单位：
树皮村、朦胧村、矣得村、小新寨村、那苴村、马恒村、白色姑村、则则租村和小坝心村。